# Orologio del clima

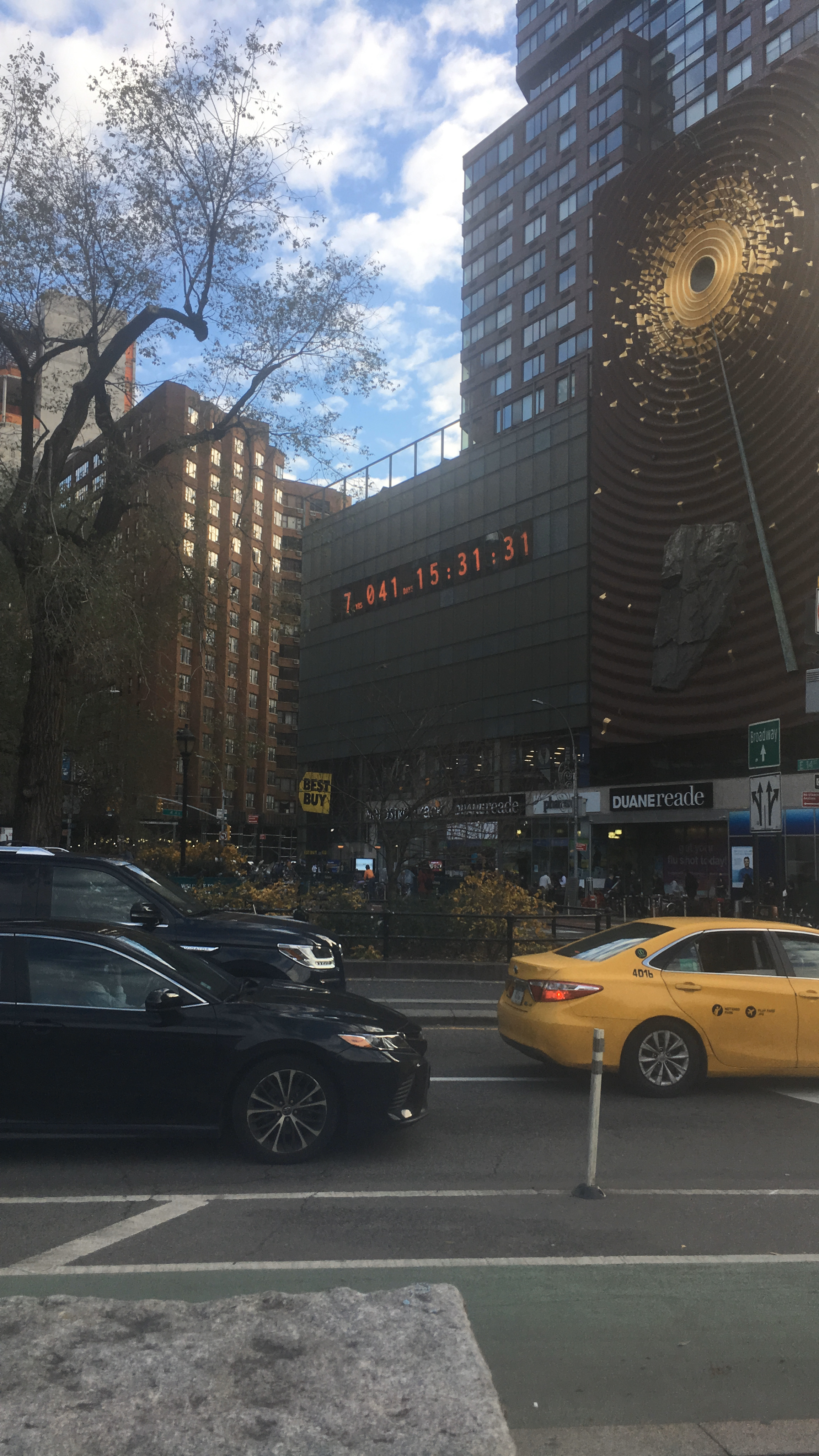
Il Metronome (novembre 2020)

L'orologio del clima (ma anche orologio climatico) è un orologio che mostra la velocità con la quale il pianeta si sta avvicinando all'aumento di 1,5 °C del riscaldamento globale, rispetto ai livelli preindustriali, alle attuali tendenze delle emissioni. Mostra anche la quantità di CO₂ già emessa e il riscaldamento globale sino ad oggi.

## Storia
L'orologio del clima è stato lanciato nel 2015 per visualizzare la linea temporale del riscaldamento globale in corso e per fornire una forma di misurazione rispetto alla quale possiamo monitorare i progressi nella mitigazione del cambiamento climatico. Se le emissioni continuano ad aumentare, la data in cui raggiungeremo 1,5 °C si avvicinerà; se le emissioni diminuiscono, la data per 1,5 °C si allontanerà. Alla data dell'8 novembre 2021, l'orologio del clima indica che raggiungeremo l'incremento di 1,5 °C intorno al 22 aprile 2032 e l'attuale incremento di riscaldamento globale è di ~1,237 °C.
L'orologio è ospitato presso lo Human Impact Lab, che fa parte dell'Università Concordia di Montréal, in Canada. Le organizzazioni che supportano il progetto Climate Clock includono Università Concordia, David Suzuki Foundation, Future Earth e Climate Reality Project.

## Rilevanza
1,5 °C è una soglia importante per molti impatti climatici, come mostra il Rapporto speciale sul Riscaldamento globale di 1,5 °C. Si ritiene che ogni aumento della temperatura globale porti con sé un aumento di eventi meteorologici estremi, come ondate di calore e precipitazioni estreme. C'è anche il rischio di una perdita irreversibile delle calotte polari. Anche il conseguente innalzamento del livello del mare aumenta bruscamente tra 1,5 °C e 2 °C e praticamente tutti i coralli potrebbero scomparire con un riscaldamento di 2 °C.

## Installazione
Nel 2020 gli attivisti per l'ambiente Gan Golan e Andrew Boyd convertirono il Metronome di Union Square, a New York, in orologio per il clima, inaugurandolo il 19 settembre 2020. L'obiettivo era «ricordare ogni giorno al mondo quanto siamo pericolosamente vicini al baratro», in contrapposizione all'orologio dell'apocalisse, che misura una varietà di fattori che potrebbero portare a «distruggere il mondo» usando «tecnologie pericolose di nostra creazione», di cui il cambiamento climatico è uno dei fattori minori. Questa specifica installazione dovrebbe essere una delle tante nelle città di tutto il mondo. Al momento dell'inaugurazione l'orologio segnava 7 anni e 102 giorni. Precedentemente Gan Golan e Andrew Boyd avevano realizzato un orologio portatile per l'attivista Greta Thunberg, in occasione del suo discorso tenuto a margine dell'Assemblea generale delle Nazioni Unite.
In occasione della Giornata della Terra 2021 al Metronome è stato aggiunto il conteggio in percentuale di energia prodotta da fonti rinnovabili a livello mondiale.

## Gli altri orologi
Il secondo orologio è stato installato nel 2019 sul gasometro di Berlino, nel quartiere di Schöneberg, dagli attivisti di Fridays for Future. L'orologio, 40 metri di larghezza per 10 metri di altezza, funziona a cura del Mercator Research Institute on Global Commons and Climate Change (MCC).
Il terzo orologio del clima è stato installato a Seul sul tetto dell'Herald Corp., proprietario di The Korea Herald, nel maggio 2021.
Il primo orologio del clima in Italia, quarto a livello mondiale, è stato inaugurato il 4 giugno 2021, in occasione della Giornata mondiale dell'ambiente, sulla facciata del Ministero della transizione ecologica in via Cristoforo Colombo a Roma.
Dal 4 giugno 2021, in vista della COP26 di novembre, viene proiettata una luce notturna sul Tolbooth Steeple, torre dell'orologio a Glasgow Cross.
Il 23 aprile 2024, in occasione della Giornata della Terra, è stato inaugurato il più grande orologio del clima dell'India presso la sede del Council of Scientific and Industrial Research (CSIR) a Rafi Marg, Nuova Delhi.